# Might and Magic III: Isles of Terra
Might and Magic III - Isles of Terra is het derde spel in de computerspellenserie Might and Magic.

## Verhaal
Na Sheltem en zijn troepen te hebben verslagen in CRON (in Might and Magic II) worden de avonturiers uit MMII getransporteerd naar Sheltems thuiswereld Terra. In deze nieuwe wereld moeten de avonturiers wederom Corak bijstaan in zijn gevecht tegen Sheltem.

## Het spel
MM3 gebruikt hetzelfde gelimiteerde eerste persoons perspectief als de vorige twee spellen. Ook de actie is nog steeds turn based. Er zijn wel een paar verbeteringen aangebracht in onder andere de graphics. Dit was mogelijk omdat voor MM3 een groter productieteam beschikbaar was en de verbeterde VGA.
De personage-samenvattingen (met informatie hoe dat personage ervoor staat) bevinden niet langer onder in het scherm maar boven in het beeld. De samenvatting bevat ook een afbeelding van het gezicht van dat personage, wat verandert als het beter of slechter met hem gaat.
Spreuken kunnen nu worden geselecteerd uit een lijst, in tegenstelling tot eerdere spellen, waar een specifieke code gebruikt moest worden. De levels waren niet langer gebonden aan de 16 x 16 grid en vijandelijke wezens kon je nu wel van tevoren zien aankomen. Dit geeft de speler de mogelijkheid gevechten te ontlopen.
Een van de meest effectieve verbeteringen is wel dat de speler het spel nu kan opslaan op vrijwel elk moment. In de vorige spellen kon dit alleen op speciale punten. Ook houdt het opgeslagen spel bij welke monsters er verslagen zijn. In vorige spellen kwamen de vijanden telkens weer terug.

## Platforms
| Jaar | Platform                          |
| ---- | --------------------------------- |
| 1991 | DOS                               |
| 1992 | Amiga, FM Towns, PC-98            |
| 1993 | Macintosh, SEGA CD, TurboGrafx CD |
| 1995 | SNES                              |

## Ontvangst
| Beoordeeld door                 | Platform      | Datum         | Score |
| ------------------------------- | ------------- | ------------- | ----- |
| ASM (Aktueller Software Markt)  | DOS           | november 1991 | 92%   |
| CU Amiga                        | Amiga         | mei 1992      | 90%   |
| Tilt                            | Macintosh     | december 1993 | 87%   |
| Electronic Gaming Monthly (EGM) | TurboGrafx CD | april 1994    | 85%   |
| Amiga Mania                     | Amiga         | juni 1992     | 84%   |
| Power Play                      | DOS           | december 1991 | 84%   |
| PC Joker                        | DOS           | november 1991 | 83%   |
| Amiga Format                    | Amiga         | juni 1992     | 82%   |
| PC-Spiele '93                   | DOS           | 1992          | 80%   |
| Zero                            | Amiga         | juni 1992     | 70%   |